# Maurizio Braccagni
Maurizio Braccagni, bedre kendt som DJ Lhasa og Ma.Bra (født d. 26. november 1968) er en italiensk disc jockey og pladeproducer.